# Internationaux de Tennis de Blois
O Internationaux de Tennis de Blois é um torneio tênis, que faz parte da série ATP Challenger Tour, realizado desde 2013, realizado em piso de saibro, em Blois, França.

## Edições

### Simples
| Ano  | Campeões         | Finalistas              | Placar                  | Ref.  |
| ---- | ---------------- | ----------------------- | ----------------------- | ----- |
| 2019 | Pedro Sousa      | Kimmer Coppejans        | 4–6, 6–3, 7–6(7–4)      | [ 1 ] |
| 2018 | Scott Griekspoor | Félix Auger-Aliassime   | 6–4, 6–4                |       |
| 2017 | Damir Džumhur    | Calvin Hemery           | 6–1, 6–3                |       |
| 2016 | Carlos Berlocq   | Steve Darcis            | 6–2, 6–0                |       |
| 2015 | Mathias Bourgue  | Daniel Muñoz de la Nava | 2–6, 6–4, 6–2           |       |
| 2014 | Máximo González  | Gastão Elias            | 6–2, 6–3                |       |
| 2013 | Julian Reister   | Dušan Lajović           | 6–1, 6–7(3–7), 7–6(7–2) |       |

### Duplas
| Ano  | Campeões                           | Finalistas                       | Placar                | Ref.  |
| ---- | ---------------------------------- | -------------------------------- | --------------------- | ----- |
| 2019 | Corentin Denolly Alexandre Müller  | Sergio Galdós Andreas Siljeström | 7–5, 6–7(5–7), [10–6] |       |
| 2018 | Fabrício Neis David Vega Hernández | Hsieh Cheng-peng Rameez Junaid   | 7–6(7–4), 6–1         | [ 2 ] |
| 2017 | Sander Gillé Joran Vliegen         | Máximo González Fabrício Neis    | 3–6, 6–3, [10–7]      |       |
| 2016 | Alexander Satschko Simon Stadler   | Gong Maoxin Yasutaka Uchiyama    | 6–3, 7–6(7–2)         |       |
| 2015 | Rémi Boutillier Maxime Teixeira    | Guilherme Clezar Nicolás Kicker  | 6–3, 4–6, [10–8]      | [ 3 ] |
| 2014 | Tristan Lamasine Laurent Lokoli    | Guillermo Durán Máximo González  | 7–5, 6–0              |       |
| 2013 | Jonathan Eysseric Nicolas Renavand | Ruben Gonzales Chris Letcher     | 6–3, 6–4              |       |

## Ligações Externas
- Site Oficial